# Повитиця льонова
Повитиця льонова (Cuscuta epilinum) — вид рослин з родини берізкових (Convolvulaceae). Батьківщиною виду вважають території Ірану, Казахстану, Киргизстану, Таджикистану; натуралізований у більшій частині Європи та деяких інших частинах світу.

## Опис
Однорічна трав'яниста рослина 50–120 см завдовжки. Стебло зеленувато-жовте. Квітки зібрані в 7–12-квіткові щільні, кулясті суцвіття. Трубка віночка кувшиноподібно роздута; лусочки з багатьма бахромками, дрібні, притиснуті. Віночок жовтувато-білуватий, з трикутними, гоструваті, відігнутими лопатями, вдвічі коротший від трубки.

## Поширення
Батьківщиною виду вважаються території Ірану, Казахстану, Киргизстану, Таджикистану; вид натуралізований в Африці, азійській Росії, більшій частині Європи, пд.-сх. Канаді, пн.-сх. США, Аргентині [Буенос-Айрес].
В Україні вид паразитує на льоні, рідше на рижику та деяких бур'янах — на Поліссі та в Лісостепу.

## Галерея

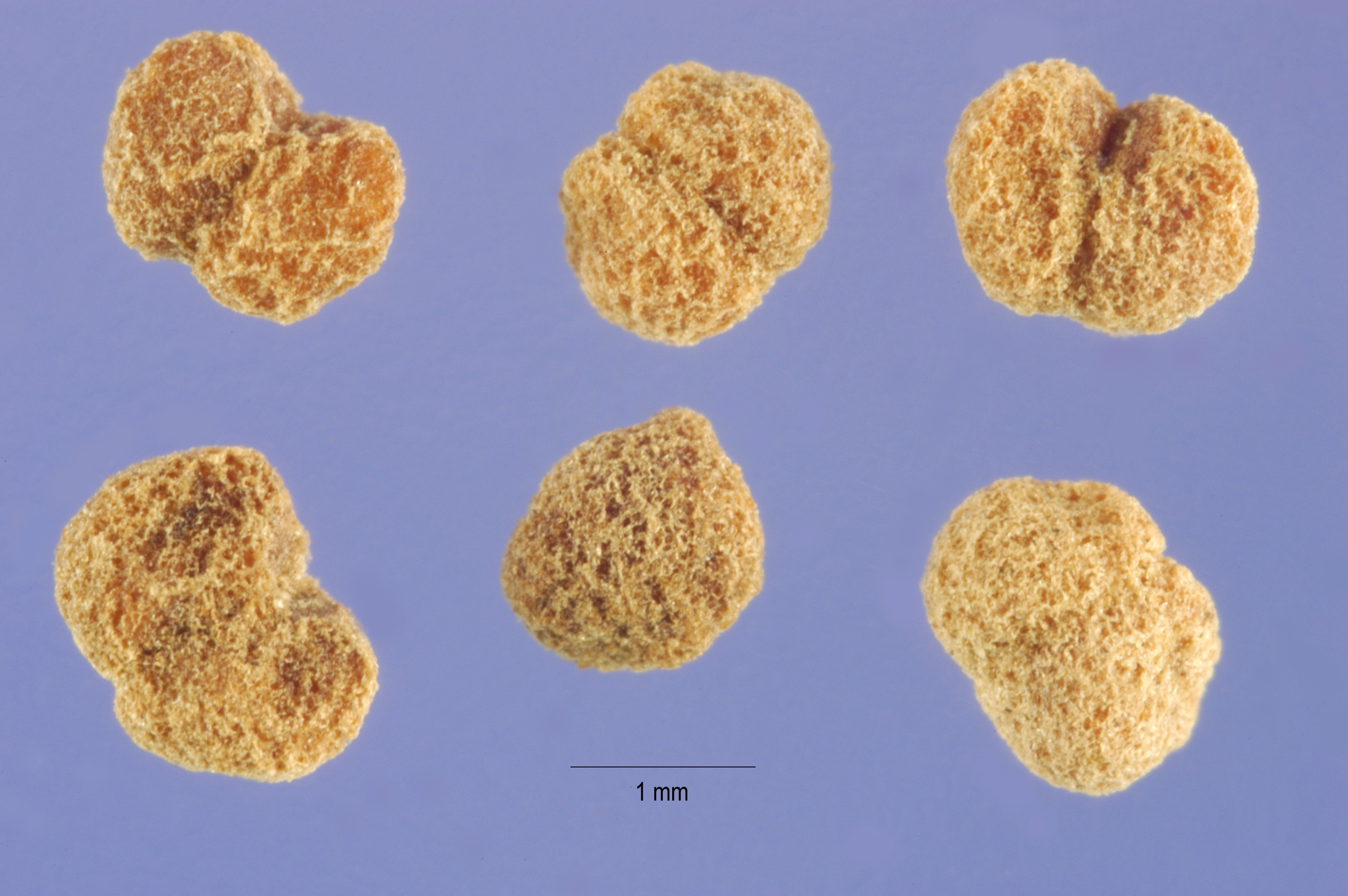
насіння
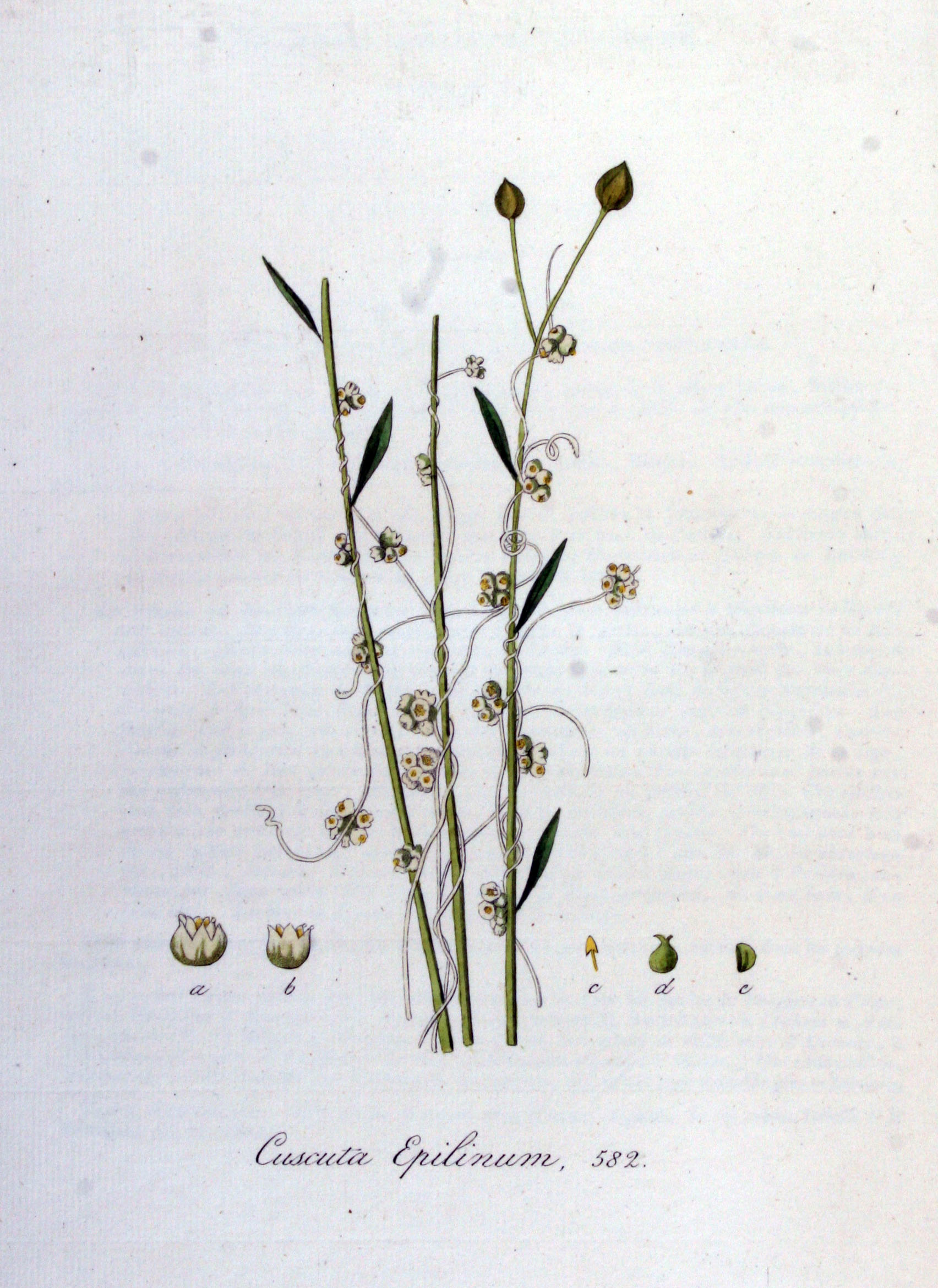
ілюстрація